# Azowśke (rejon dżankojski)
Azowśke (ukr. Азовське, ros. Азовское, Azowskoje) – osiedle typu miejskiego na Ukrainie, w Autonomicznej Republice Krymu (de iure stanowiącej integralną część państwa ukraińskiego, w 2014 anektowanej przez Rosję i odtąd funkcjonującej jako Republika Krymu), w rejonie dżankojskim. W 2001 liczyło 4354 mieszkańców, wśród których 266 wskazało jako ojczysty język ukraiński, 2696 rosyjski, 1342 krymskotatarski, 8 białoruski, 4 ormiański, 13 romski, 1 jidysz, a 28 inny. Według spisu ludności przeprowadzonego przez okupacyjne władze rosyjskie populacja w 2014 wynosiła 3649, a w 2021 - 3439 osób.